# أرنب الفرشاة
أرنب الفرشاة (الإسم العلمي:Sylvilagus bachmani)، هو نوع من الثدييات يتبع فصيلة الأرانب ضمن رتبة الأرنبيات. ينتشر في الأماكن الساحلية الغربية في أمريكا الشمالية.